# Saint-Paterne-Racan
Saint-Paterne-Racan é uma comuna francesa na região administrativa do Centro, no departamento Indre-et-Loire. Estende-se por uma área de 48,3 km². Em 2010 a comuna tinha 1 682 habitantes (densidade: 34,8 hab./km²).